# (2196) Ellicott
(2196) Ellicott (1965 BC; 1934 GG; 1947 FF; 1948 LD; 1951 YD2; 1953 FF1; 1954 JN; 1954 KN; 1966 FC; 1969 TM5; 1972 FL; 1976 UH4; 1976 YQ4; A906 VJ; A911 QC) ist ein Asteroid des äußeren Hauptgürtels, der am 29. Januar 1956 am Goethe-Link-Observatorium bei Brooklyn (Indiana) (IAU-Code 760) im Rahmen des Indiana Asteroid Programs entdeckt wurde.

## Benennung
(2196) Ellicott wurde nach dem US-amerikanischen Astronomen Andrew Ellicott Douglass (1867–1962) benannt, der als Begründer der Dendrochronologie gilt. Von 1894 bis 1901 war er Assistent des Astronomen Percival Lowell (nach dem der Asteroid (1886) Lowell benannt wurde), lehrte ab 1906 in Tucson und war von 1923 bis 1937 Direktor des Steward Observatory der University of Arizona (IAU-Code 692). Die Benennung wurde vom US-amerikanischen Astronomen Frank K. Edmondson vorgeschlagen.